# Láng Károly (gépészmérnök)
Láng Károly, Láng Károly Sándor (Csorvás, 1877. január 10. – Budapest, Kőbánya, 1938. június 8.) gépészmérnök, műegyetemi tanár.

## Életútja
Láng Károly és Krocsák Berta (Matild) fia. A berlini műegyetemen szerezte diplomáját. Előbb a berlini Klein, Schanzlin és Becker szivattyúgyárnál dolgozott, majd 1905-ben hazatért Magyarországra. Itthon a Hernádvölgyi Magyar Vasipari Rt. korompai vas- és acélgyárának műhelyfőnöke lett, 1912-től pedig a selmecbányai főiskola bánya- és kohógéptani tanszékén tanított. 1920-tól műszaki tanácsosa volt a budapesti Láng Gépgyárnak, 1931-ben a budapesti műegyetem IV. gépszerkezeti tanszékén adott elő. Ugyanitt 1932-től egészen haláláig volt tanár. A Láng-gyárban általa szerkesztett Diesel-motorok, félstabil lokomobilok és légkompresszorok exportra is kerültek. 1909. február 19-én Budapesten, a Józsefvárosban már özvegy emberként feleségül vette a nála 13 évvel fiatalabb Szeyffert Alice Sarolta Olgát. Halálát szervi szívbaj okozta.

## Fontosabb művei
- Vaskohászati géptan (Selmecbánya, 1914)
- A vashengerműnek munkaszükséglete (Bány. és Koh. L., 1917)
- A géprajz (Riedler Antallal, Selmecbánya, 1919)
- Vaskohógéptan (1–2. rész, kézirat, Sopron, 1920)
- Általános géptan (Sopron, 1920)